# Karel Štefl (Skilangläufer)
Karel Štefl (* 16. März 1946 in Nové Město na Moravě; † 23. Dezember 2017) war ein tschechoslowakischer Skilangläufer.
Štefl, der für Dukla Liberec startete, errang bei den Nordischen Skiweltmeisterschaften 1966 in Oslo den 51. Platz im 15-km-Lauf und wurde in den Jahren 1967 und 1968 jeweils über 15 km und 30 km tschechoslowakischer Meister. Bei seiner einzigen Teilnahme an Olympischen Winterspielen im Februar 1968 in Grenoble belegte er den 18. Platz über 30 km, den 14. Rang über 15 km und zusammen mit Jan Fajstavr, Vít Fousek und Václav Peřina den neunten Platz in der Staffel. Bei den Nordischen Skiweltmeisterschaften 1970 in Štrbské Pleso lief er auf den 20. Platz über 50 km, auf den 11. Rang über 15 km und auf den achten Rang mit der Staffel.